# منطقة موارد المياه في كاليفورنيا
منطقة موارد المياه في كاليفورنيا هي واحدة من 21 منطقة جغرافية رئيسية أو منطقة في المستوى الأول من التصنيف الذي تستخدمه هيئة المسح الجيولوجي الأمريكية لتقسيم الولايات المتحدة وتقسيمها إلى وحدات هيدرولوجية أصغر على التوالي. تحتوي هذه المناطق الجغرافية إما على منطقة الصرف لنهر رئيسي، أو مناطق الصرف المشتركة لسلسلة من الأنهار.
تبلغ مساحة منطقة كاليفورنيا ، المدرجة برمز الوحدة الهيدرولوجية المكون من رقمين (HUC) 18 ما يقرب من 168،579 ميلًا مربعًا (436،620 كيلومترًا مربعًا)، وتتكون من 10 مناطق فرعية وهي مدرجة مع HUCs المكونة من 4 أرقام 1801 حتى 1810.
تتضمن هذه المنطقة الصرف داخل الولايات المتحدة والذي يصب في نهاية المطاف في المحيط الهادئ داخل ولاية كاليفورنيا، وتلك الأجزاء من الحوض العظيم (أو الأحواض المغلقة الأخرى) التي تصب في ولاية كاليفورنيا. تشمل أجزاء من كاليفورنيا ونيفادا وأوريغون.

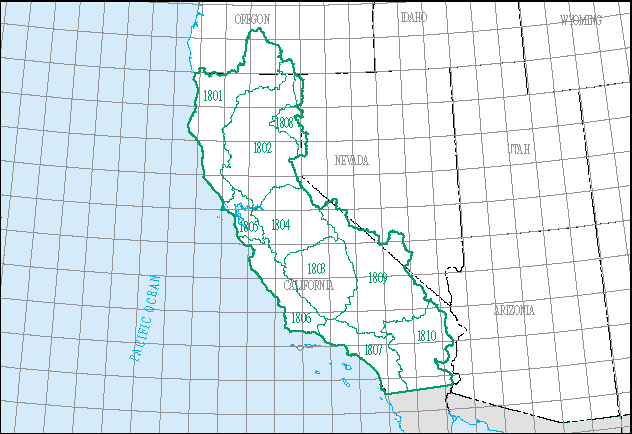
منطقة كاليفورنيا بحدود الوحدات الهيدرولوجية الفرعية المكونة من 10 أرقام ومن 4 أرقام.